# Sal en la historia china

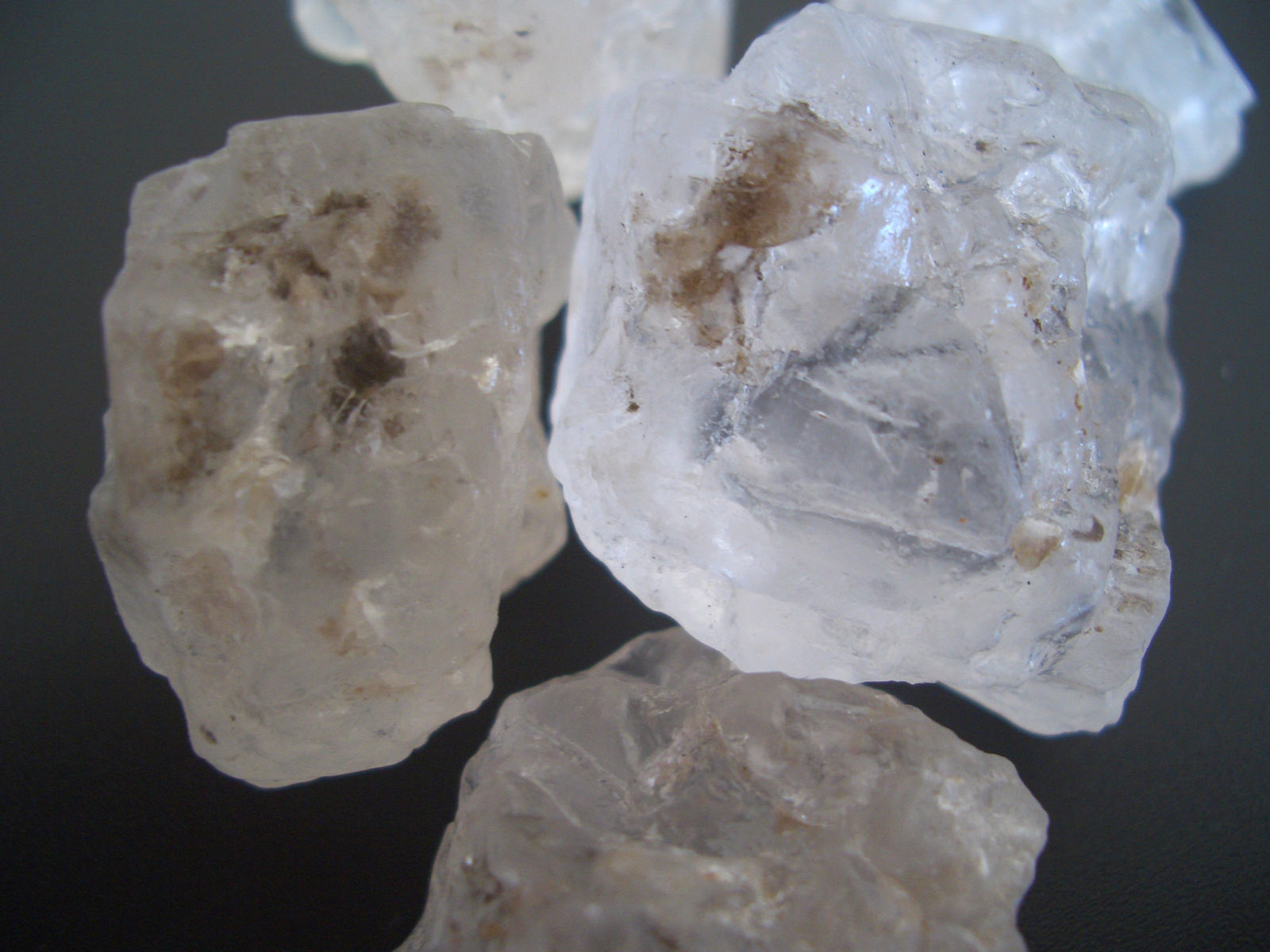
Sal del lago de Jilantai (Mongolia interior, China).

La sal en la historia china con sus impuestos y producción desempeñaron un papel clave en la historia de China, el desarrollo económico y las relaciones entre el estado y la sociedad. El atractivo de las ganancias de la sal consiguió la innovación tecnológica y nuevas formas de organizar el capital. El debate sobre las políticas de sal del gobierno provocó actitudes contradictorias con respecto a la naturaleza del gobierno, la riqueza privada, la relación entre ricos y pobres, mientras que la administración de estas políticas de sal era una prueba práctica de la competencia de un gobierno.
Debido a que la sal es una necesidad de la vida, el impuesto sobre ella tenía una base amplia y se podía establecer a un ritmo bajo y seguir siendo una de las fuentes más importantes de ingresos del gobierno. En los primeros tiempos, los gobiernos recaudaban sal de los ingresos mediante la gestión de la producción y directamente de su venta. Después de las innovaciones, a mediados del siglo VIII, las burocracias imperiales cosecharon estos ingresos de forma segura e indirecta al vender los derechos de sal a los comerciantes que luego, a su vez, la volvían a poner en venta en los mercados minoristas. El tráfico privado de sal persistió porque el monopolio de la sal era más caro y de menor calidad, mientras que los bandidos locales y los líderes rebeldes prosperaban con el contrabando de sal. Con el tiempo, sin embargo, este sistema básico de supervisión burocrática y administración privada generó ingresos únicamente superados por el impuesto a los terrenos y, con considerable variación regional y reelaboración periódica, se mantuvo hasta mediados del siglo XX.
La sal también tuvo un papel en la sociedad y cultura china. Este producto es una de las «siete necesidades de la vida» mencionadas en los proverbios y «salado» es uno de los «cinco sabores» que forman la base cosmológica de la cocina china. Song Yingxing, autor de la enciclopedia  del siglo XVII, Tiangong Kaiwu, explicó el papel esencial de la sal:

como hay cinco fenómenos meteorológicos, también hay cinco gustos en el mundo ... Un hombre no estaría enfermo si se abstuviera durante un año entero de lo dulce o agrio o amargo o caliente; pero prívele de sal por una quincena, y él estará demasiado débil para atar un pollo ...

## Tipos y distribución geográfica

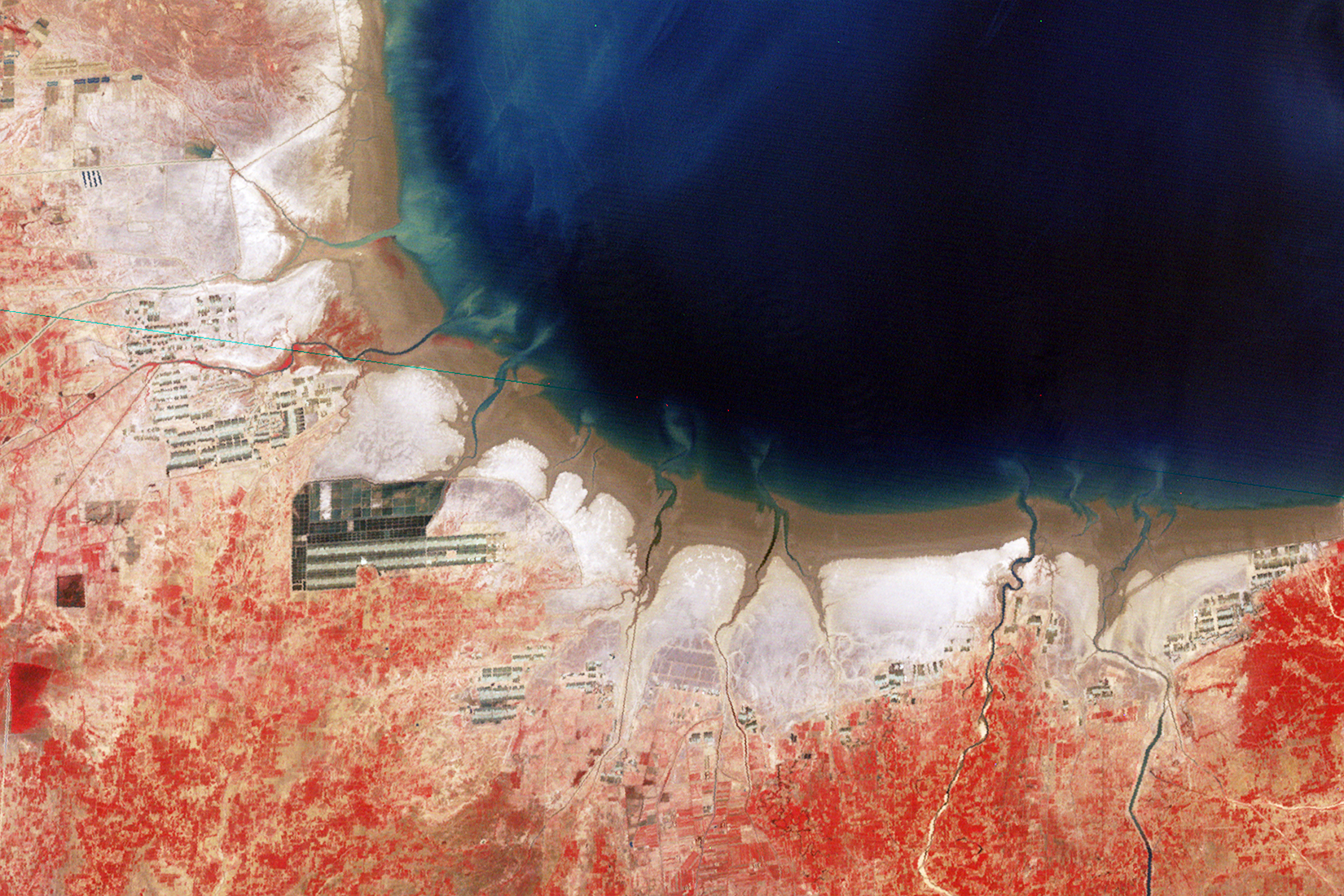
Acuicultura y producción de sal en la bahía de Bohai (vista satélite 1979).

Los escritores de chino tradicional y los estudiosos modernos coinciden en que hay al menos cinco tipos de sal encontrados en diferentes regiones de lo que hoy es China:
- Sal marina (chino simplificado: 海盐 ; chino tradicional: 海鹽 ; pinyin: hǎiyán ): la fuente más importante. En los primeros tiempos, las salinas de la costa y de la isla usaban bateas de tierra y luego de hierro para reducir el agua de mar a sal. En el siglo III a. C., los trabajadores filtraban el agua a través de capas planas de cenizas o arena en pozos para producir una salmuera que el sol podía hervir o evaporar. Durante la dinastía Ming, las salinas en las marismas del norte de Jiangsu y el litoral oriental en Changlu, bahía de Bohai, cerca de la actual Tianjin, se convirtieron en los mayores productores de sal y, a fines del siglo XIX, suministraron alrededor del 80% de la sal china. En el transcurso del siglo XX, los evaporadores industriales reemplazaron estas salinas costeras.[2]
- Sal subterránea ( 井盐 / 井鹽 ; jǐngyán ): producida principalmente en Sichuan, más famosa en Zigong y también en cierta medida en Yunnan. La tecnología de perforación de pozos profundos explotó piscinas de sal subterráneas, a veces a una profundidad de 800 metros, que también produjo el gas natural utilizado para hervirla.[2] Sin embargo, incluso a fines del siglo XIX, Sichuan producía solo el 8% de la producción chinesa.[2]
- Sal lacuscre ( 池盐 / 池鹽 ; chíyán ): producido a partir de lagos de agua salada en el oeste de China y Asia Central utilizando las mismas técnicas de evaporación que para el agua de mar.[3]
- Sal terrestre ( 土 盐 / 土ǔ ; tǔyán ): se encuentra en la arena de los lechos secos de los antiguos mares interiores de las zonas occidentales y se extrae al enjuagarla para producir salmuera.[3]
- Sal de roca ( 岩盐 / 岩鹽 ; yányán ): encontrada en cuevas en Shaanxi y Gansu. Song Yingxing, el escritor que testimonió la tecnología de la dinastía Ming, explica que en «las prefecturas donde no hay sal marina o pozos de sal, la gente encuentra cuevas rocosas que producen sal por sí mismas, su color es como el de la tierra roja. La gente puede obtenerla libremente raspándola sin refinarla.»[1]

## China antigua

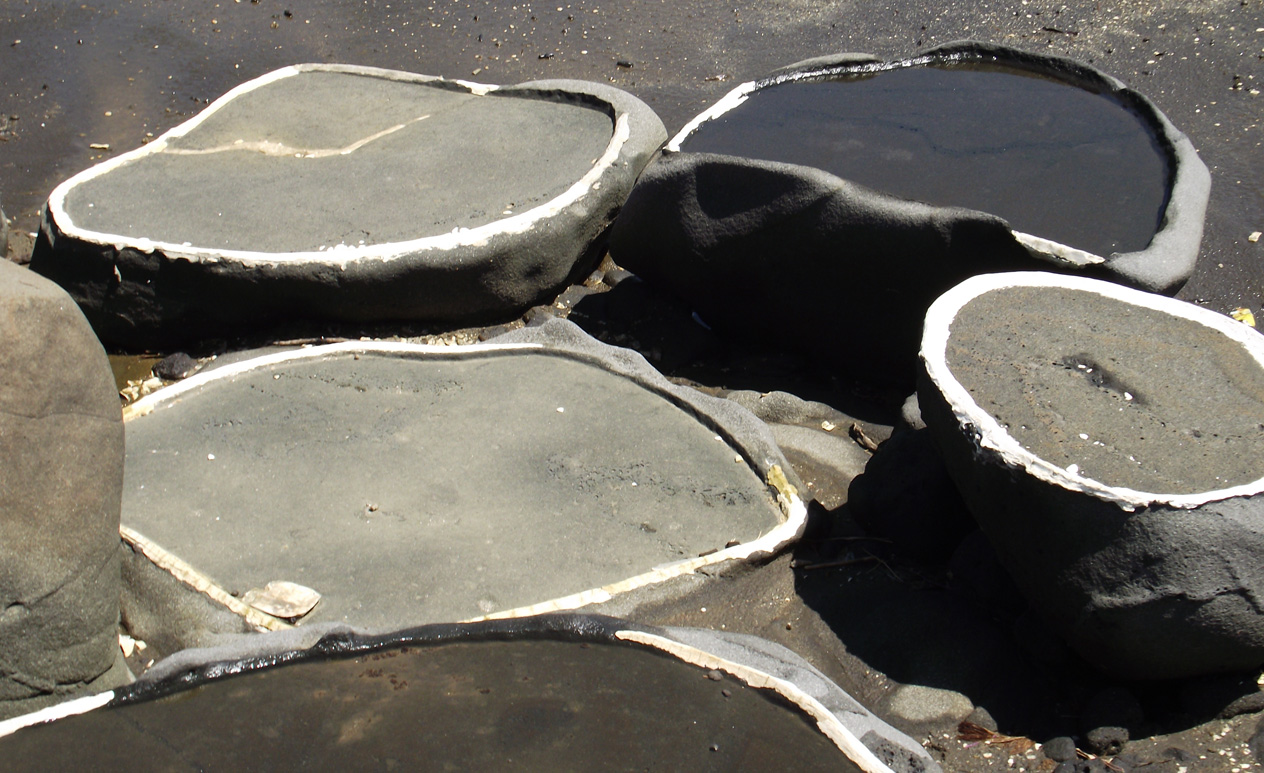
Piezas de evaporación de piedra, en la antigua salina de Yangpu, isla de Hainan.

Como en otros antiguos centros de civilización, cuando la agricultura reemplazó a la caza, los granjeros, que comían poca carne, necesitaban sal para sí mismos y para sus animales de tiro. Más de una docena de sitios en la costa suroeste de la bahía de Bohai muestran que la cultura de Dawenkou ya estaba produciendo sal de salmuera subterránea hace más de 6000 años durante el Neolítico. En la misma región, al final de la dinastía Shang, se produjo sal a gran escala y se trasladó tierra adentro en «recipientes con forma de casco» ( kuixingqi 盔 形 器). Estas vasijas de cerámica pueden haber servido como «unidades de medida estándar en el comercio y distribución de sal». Los huesos de Oracle mencionan a a «osal de suboficiales» (Lou xiaochen鹵 小臣), lo que sugiere que los Shang tenían funcionarios que supervisaban la producción de sal y el suministro. El informe más antiguo de la producción de sal en China es un texto de aproximadamente del año 800 a. C. que señala que la dinastía Xia, mucho antes (y tal vez mítica), redujo el agua de mar para obtener sal. Existen informes confiables sobre el uso de  frascos de evaporación de hierro en el siglo V a. C. Los primeros estados a menudo ubicaban su capital cerca de fuentes de sal, una consideración que también afectó las ubicaciones en épocas posteriores.

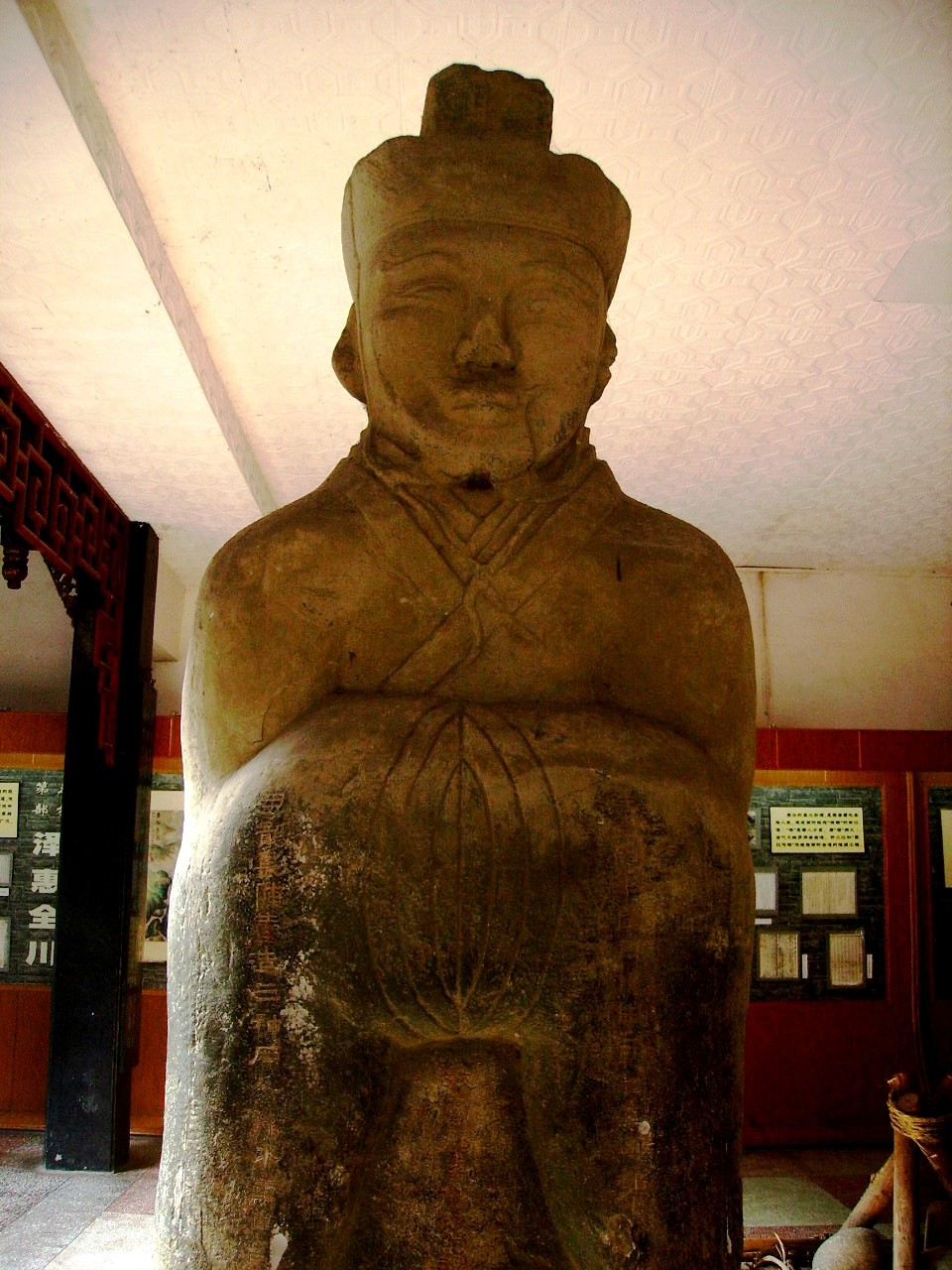
Li Bing, ingeniero de la dinastía Qin.

En el siglo III a. C., Li Bing, un funcionario de la dinastía Qin expansionista e innovadora , además de organizar el sistema de irrigación de Dujiangyan de la cuenca de Sichuan, descubrió que las piscinas de sal terrestre, que se habían utilizado durante muchos siglos, en realidad estaban alimentadas de  los restos de un antiguo mar interior. Primero ordenó que los estanques se hicieran más profundos, que se cavaran los pozos y, finalmente, hundir los pozos más estrechos. A finales del siglo II, los trabajadores habían desarrollado un sistema de válvulas de cuero y tubos de bambú que transportaban tanto la salmuera como el gas natural, que quemaban para hervir la salmuera —la tecnología que desarrollada para las tuberías de bambú posteriormente se aplicó a los hogares como red
doméstica—.
Antes de la unificación de China el 221 a. C. la sal se producía y se comercializaba ampliamente y se presentaba como un medio de pago para los tribunales de los estados regionales. El Guanzi, una compilación de textos de la dinastía Han atribuido al siglo IV a. C., incluye una discusión quizás apócrifa entre el filósofo Guan Zhong y el duque Huan del estado Qi sobre un propuesto monopolio de sal. El diálogo planteó preguntas prácticas sobre la efectividad de los impuestos y las cuestiones morales sobre la naturaleza del gobierno. Guan Zhong argumentó que los impuestos directos creaban resentimiento entre la gente, pero ensalzó los impuestos indirectos, como los de la sal y el hierro:

«Si fuera a emitir una orden, "si tuvieras que recaudar dinero den un impuesto per cápita sobre todos, tanto adultos como niños", ciertamente la gente protestaría airadamente y en contra suya. Sin embargo, si se controla con firmeza sobre la política de imposición sobre la sal, la gente no podrá evitarla, incluso si el beneficio es de cien veces más.» 

La dinastía de Qin, que unificó el imperio, y la sucesiva dinastía Han todavía dejaban la producción y distribución de sal en manos de los comerciantes y líderes locales. Sin embargo, sus ganancias rivalizaban con el tamaño del propio tesoro del gobierno central y también eximían a los salineros de las listas de impuestos, que el gobierno central tomó en cuenta. En el año 119 a. C., el emperador Wu de Han buscó la forma de financiar sus políticas expansionistas, y ante la insistencia de sus asesores legalistas, decretó que la sal y el hierro serían monopolios estatales. Cincuenta o más fundiciones se establecieron, cada una con cientos o incluso miles de condenados o trabajadores requisados.
Después de la muerte del emperador Wu, su sucesor convocó un debate legal en la corte en el año 81 a. C., llamado Discursos sobre la sal y el hierro. Estos debates revelaron nuevamente un fuerte desacuerdo sobre el propósito del gobierno. Los legalistas, o quizás más exactamente los reformistas, argumentaron que el estado, más que los comerciantes privados, debería organizar el comercio y obtener los beneficios. Los moralistas confucianos respondieron que era mejor un gobierno minimalista y argumentaron que si el estado obtuviera un beneficio equivalía a robar a la gente y socavar la moral: «el comercio promueve la deshonestidad». Los legalistas ganaron el debate; la sal proporcionó una parte importante de los ingresos del gobierno para el resto del período Han.
Después de la caída de los Han en el siglo II, los estados sucesores fueron débiles y no pudieron imponer el monopolio de manera confiable y las dinastías Sui y principios de Tang se centraron, en cambio, en los impuestos a la propiedad.

## Supervisión oficial, transporte comercial en las dinastías Tang y Song
En los siglos VI y VII, el gobierno de Tang intentó controlar los mercados y la economía directamente, pero después de un período de éxito, el gasto de suprimir la Rebelión de An Lushan en los años 750 agotó el tesoro en el momento en que el gobierno perdió el control local y dificultó la recaudación del impuesto territorial y otros impuestos directos. Los funcionarios buscaron formas de aumentar los ingresos que no dependían del control directo de la producción y las ventas minoristas. El sistema equitativo de terrenos que sostenía el impuesto fue socavado por la aristocracia y monasterios budistas con la adquisición de grandes extensiones de terreno, con la consiguiente disminución de la cantidad de terreno que era grabable.
El canciller Liu Yan ya había demostrado su valía mediante el uso de mano de obra en dragar el sedimento que el tiempo había depositado en el Gran Canal de sedimentación que conecta los ríos Huai y Amarillo; este proyecto redujo los costos de transporte, alivió la escasez de alimentos y aumentó los ingresos fiscales con poca inversión gubernamental. El río Huai corrió a través del norte de Jiangsu, la ubicación de la costa con marismas que eran la principal fuente de sal. Liu se dio cuenta de que si el gobierno podía controlar estas áreas, se podría vender la sal a un precio de monopolio a los comerciantes, que pasarían a la diferencia de precio a sus clientes. Este precio de monopolio era un impuesto indirecto que se recogía de forma fiable de antemano sin tener que controlar las áreas donde se consumía la sal. La comisión formada para supervisar el nuevo esquema estuvo encabezada por el comisionado de sal (yantie shi), un especialista financiero, que era característico de la administración política no especializada Tang.  Liu creó una Comisión de la sal cuyos ingresos fueron particularmente importantes ya que el gobierno central había perdido el control de las provincias. Mejor aún, los ingresos se originaron en el sur, donde podrían usarse con seguridad para comprar grano para enviar a la capital, Chang'an, por el río y el canal. En el último siglo del dominio Tang, la sal proporcionó más de la mitad de los ingresos anuales del gobierno y prolongó su vida, ya que un gobierno que logró controlar las áreas de la producción de sal, el canal y la capital, fue difícil de desbancar. Los principios básicos de «supervisión oficial, transporte comercial» establecidos en este momento duraron básicamente sin cambios hasta el siglo XX. El alto precio de la sal impuesto por el monopolio, sin embargo, también creó una oportunidad para los bandidos locales y rebeldes que podrían financiar sus actividades mediante el contrabando de sal. Huang Chao, por ejemplo, el fallecido rebelde Tang, fue un candidato al examen fallido que se convirtió en comerciante de sal.
En la dinastía Song, el ministro del siglo XI Wang Anshi utilizó políticas estatales para expandir la economía rural con préstamos para cultivos y para reducir la desigualdad social al traer a los agricultores a la economía comercial. Para financiar estos objetivos, Wang confió en métodos como la expansión del monopolio estatal de la sal. Los aliados de Wang tenían a su rival, el poeta y oficial Su Shi (1036-1101), arrestado por «difamar al emperador». Su Shi confesó haber escrito este poema: Un anciano de setenta años, hoz en su cintura,
Se siente culpable de que el bambú y los helechos de la montaña de primavera sean dulces.
No es que la música de Shao le haya hecho perder su sentido del gusto,
Es únicamente que ha comido su comida durante tres meses sin sal.
El poeta admitió que escribir sobre un anciano que no tenía sal era señalar la dureza del monopolio imperial de sal.
El monopolio, de nuevo rentable, sobrevivió a las críticas y fue utilizado para nuevos usos. En las marismas del valle de Huai, unas 280 000 familias trabajaban para el estado y se les exigía que vendieran cuotas fijas de sal a precios bajos. Los trabajadores que se vieron obligados a endeudarse huyeron o se unieron al ejército. Los comerciantes que ayudaron a proveer tropas en la frontera fueron compensados con certificados que los autorizaban a comprar sal y venderla en áreas donde tenían derechos exclusivos. Sin embargo, el beneficio para el gobierno central fue limitado por los administradores regionales que interceptaron los ingresos de sal para sus propios fines. La dinastía Liao, un vecino de Asia Central de la dinastía Song que adoptó muchas instituciones chinas, tenía una Oficina de Monopolio de Sal que supervisaba la producción y distribución de sal, aunque no está claro lo efectiva que llegó a ser.

## Primera tecnología moderna
El aumento de la población, especialmente en las ciudades, creó demanda de sal. Una combinación de funcionarios del gobierno y empresarios comerciantes inventó e implementó con entusiasmo nuevas tecnologías y nuevas formas de organizar la producción, distribución e impuestos a la sal. Cada tipo de sal y lugar de producción tenía una historia ligeramente diferente. Los pozos de sal se encontraron principalmente en lo que hoy es Sichuan, pero no fue hasta la dinastía Song que los avances en tecnología trajeron aumentos en la producción y crearon por consecuencia ingresos fiscales, la combinación de gas y salmuera había sido explotada desde los primeros tiempos, pero no alcanzaron volúmenes útiles para transportar cualquier distancia en venta hasta el siglo XIX.
El poeta y oficial Su Shi que criticó el monopolio de la sal también describió los pozos de sal en Sichuan:

Se usa un borde de perforación redondo, que tiene el tamaño de un tazón para beber, mientras que la profundidad del pozo es de varias decenas de zhang. Los tallos grandes de bambú se utilizan con los tabiques extraídos y juntos mediante uniones macho-hembra para formar el pozo, manteniendo así el agua fresca, de modo que el agua salada del manantial salga sola. También se usan tubos de bambú más pequeños que se mueven hacia arriba y hacia abajo en los pozos como cubos. No tienen fondo, pero tiene un orificio en la parte superior; se cuelga una pieza de cuero. A medida que los tubos entran y salen de la salmuera, el aire empuja y succiona, cerrando y abriendo la válvula de cuero. Cada tubo saca varios dou de salmuera ... Donde los beneficios se obtienen, y las personas no dejan de saberlo.

Marco Polo visitó las zonas salinas en la dinastía Yuan del siglo XIII. Sus detalladas y precisas descripciones de la producción de sal  confirman que realmente había estado en China. Marco describió los pozos de sal y las colinas donde podría extraerse la sal, probablemente en Yunnan, e informó que en las montañas «estos sinvergüenzas ... no tienen el papel moneda del Gran Khan, sino que usan sal en su lugar [...] Tienen sal que hierven y ponen en un molde ...» El uso de la sal por moneda continuó al menos hasta el siglo XIX.
Como funcionario del imperio mongol, Polo estaba más impresionado por la sal como fuente de ingresos del gobierno, que por la tecnología. El viajero veneciano describió la región de sal de Changlu en la actual provincia de Hebei en términos que probablemente provienen de la observación directa:

Los hombres toman una especie de tierra que es muy salina, y de esto hacen grandes montículos. Sobre ellos vierten mucha agua para que gotee a través de ella y se vuelva salobre ... Luego recogen el agua por medio de tuberías y la colocan en grandes cubas y calderos de hierro a no más de cuatro dedos de profundidad y la hierven a fondo. La sal producida es muy pura y de grano fino ... [Es] una gran fuente de riqueza para los habitantes y de ingresos para el Gran Khan.

Polo no entendió del todo lo que vio. Como se explica en el Aobo Tu, los trabajadores en realidad rociaron con agua de mar los campos que luego se filtró a través de la arena o ceniza fina en pozos, o tal vez podría haber visto la «sal terrestre» procedente del suelo.

## Frustración en la dinastía Ming
Comenzando casi inmediatamente después de la fundación de la dinastía en 1368, el gobierno Ming encontró difícil abastecer a sus ejércitos en Asia Central. Los funcionarios otorgaron a los comerciantes que entregaban granos a las guarniciones fronterizas el derecho a comprar certificados de sal (鹽 引yányǐn) que les permitía su compra al gobierno a precios de monopolio y que luego podían vender en mercados protegidos. Un estudioso ha llamado a este intercambio de sal-grano una «combinación única de monopolio estatal e iniciativa de mercado, puente entre estado y mercado». Sin embargo, los comerciantes eludieron el sistema vendiendo los certificados a otros en lugar de emprender expediciones arriesgadas para entregar la sal, lo que consiguió el acaparamiento y la especulación.
El sistema de producción del gobierno y la distribución comercial requirió una burocracia fuerte y adaptable. Para empezar, el gobierno Ming heredó de los mongoles no un sistema nacional unificado sino una docena o más de monopolios regionales, cada uno de los cuales tenía un centro de producción diferente, ninguno de los cuales tenía permitido distribuir sal a los demás. Los funcionarios intentaron controlar la producción mediante la continuación del sistema Yuan de registro de hogares hereditarios productores de sal (竈 户zàohù). A estas familias no se les permitió cambiar su ocupación o el lugar donde vivían y se les exigió que produjeran una cuota anual de sal. Inicialmente, el gobierno pagó arroz a estas familias salobres, y luego, en el siglo XV, con papel moneda. En el siglo XVI el sistema colapsó, la sal del monopolio gubernamental era demasiado costosa para competir con la sal de contrabando del mercado negro, obligando a los funcionarios a subir los precios para cumplir con sus cuotas impositivas, haciendo que el gobierno fue aún menos competitivo y otorgando a las familias salobres más razones para venderles a los contrabandistas. Los funcionarios estimaron que dos tercios de la sal en la región de Lianghuai era contrabando. Siguieron una serie de crisis en las que los precios del interior bajaron demasiado para que los comerciantes obtuvieran ganancias, los ejércitos en la frontera se quedaron sin grano.

### Debate moral sobre la sal y la sociedad
La poesía y la ficción continuó entre los escritores en un debate iniciado siglos antes por Guanzi y la dinastía Han. Discursos sobre la sal y el hierro: los hombres prácticos argumentaban que los ingresos monopólicos ayudaban al estado a conseguir su misión mientras que los críticos confucianos sostenían que los monopolios gubernamentales hacían a algunos grupos ricos y dejaban a otros pobres y explotados, y los impuestos a la sal afligían a la gente y fomentaban guerras expansionistas que condenarían al imperio. Cada lado reclamó el terreno moral.
El poema de la dinastía Tang de Bai Juyi, La esposa del mercader de sal (c. 808), comentaba sobre la vida lujosa del comerciante de sal, cuya barca la trasladó de un lugar a otro:
:La esposa del comerciante de sal tiene oro y plata en abundancia,
Sin embargo, ella no trabaja en el campo ni cuida gusanos de seda.
Donde sea que vaya, norte, sur, este u oeste, nunca deja su hogar.
El viento y las olas son su pueblo, su barco es su mansión.
Un poema de la dinastía Yuan del siglo XIII describe las condiciones bastante diferentes entre los hogares hereditarios (hogares salobres):
:La angustia de los hogares herreditarios está creciendo día a día
Las cárceles de los pueblos están constantemente en desorden
La miserable ropa es demasiado corta para cubrir las espinillas
y a veces no hay arroz en la olla humeante rota.
Hacia el final del año no se puede producir salmuera,
y muchos son puestos en grilletes y azotados hasta la muerte.
¿Dónde habrá padres [es decir, funcionarios virtuosos] para las personas?
Los comerciantes de sal hereditarios en la ciudad de Yangzhou se convirtieron en el símbolo de la riqueza. Un comerciante encargó un orinal de oro que era tan alto que tuvo que subir a una escalera para usarlo. Estas familias mantuvieron sus puestos durante generaciones al enfatizar la educación para sus hijos y los pagos constantes a los funcionarios del gobierno.
La base de este lujoso estilo de vida fueron los precios de monopolio explotador cobrados por los comerciantes del pueblo cuya riqueza los colocó por encima de la ley. El escritor de finales de los Ming y principios de los Qing, Pu Songling captó este cinismo cuando comentó que «lo que el estado define como ilegal es lo que no sigue su orden, mientras que los funcionarios y comerciantes etiquetan como contrabando aquello que no pasan de contrabando.» 
En la historia corta de Pu, El contrabandista de sal, hablaba del Juez del Purgatorio que necesitaba ayuda para limpiar a los pecadores recién llegados que se estaban ahogando en los ríos y dieciocho infiernos. El juez envió al mundo superior por un Wang Shi, un vendedor ambulante de sal del pueblo. Cuando Wang exigió saber por qué él, de todas las personas, había sido elegido, el Juez del Purgatorio dio esta explicación satírica y paradójica:

Aquellos que manejan un comercio ilícito de sal, no solo defraudan al Estado de sus ingresos propios, sino que también se aprovechan del sustento de la gente. Sin embargo, aquellos a quienes los codiciosos funcionarios y los comerciantes corruptos de hoy denuncian como comerciantes sin licencia, se encuentran entre los más virtuosos de la humanidad, desdichados que luchan por ahorrar un poco de dinero en la compra de su sal. ¿Son sus comerciantes sin licencia?.

## Prosperidad, cultura, corrupción y reforma en la dinastía Qing

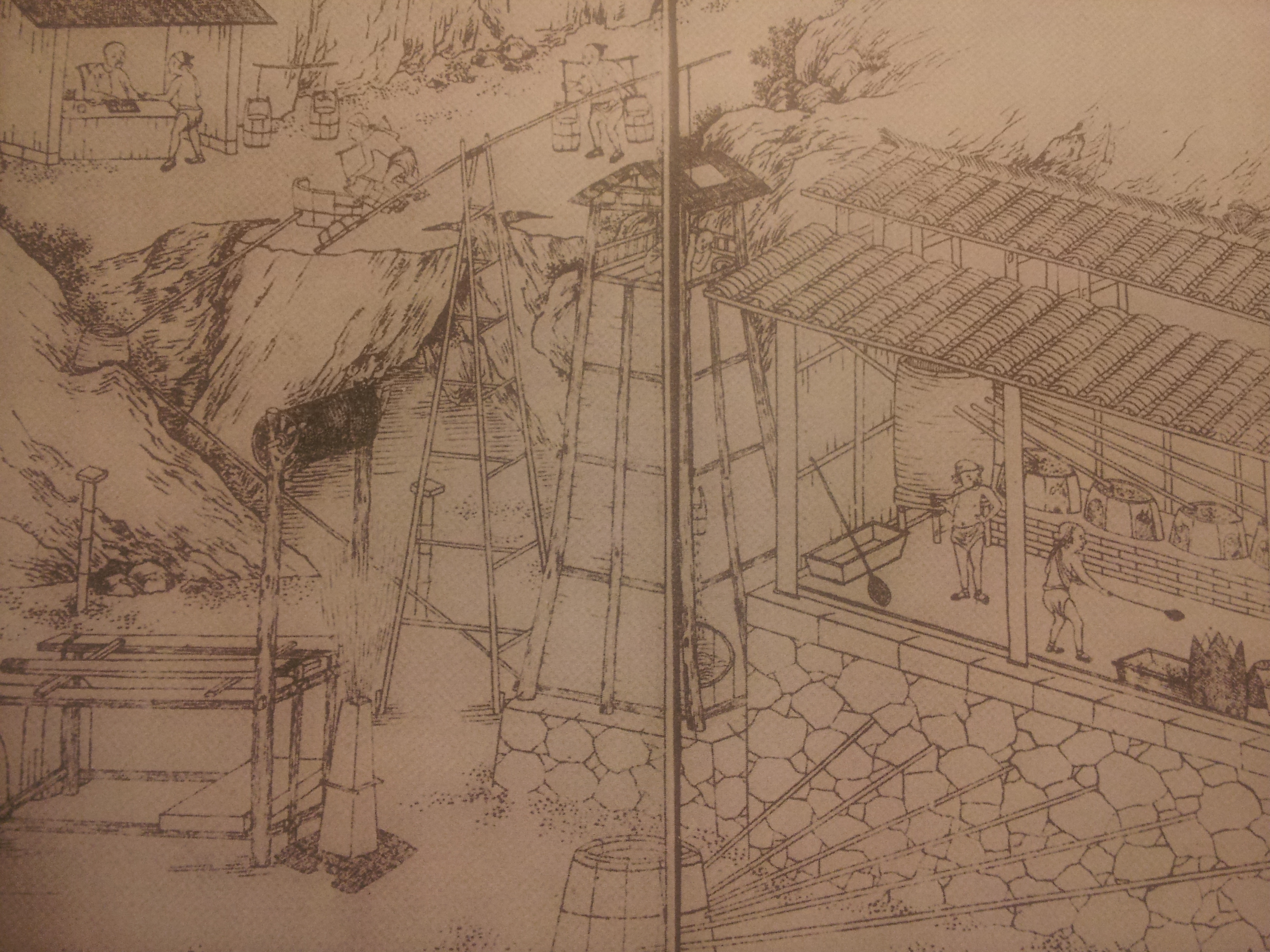
Evaporación de sal.

Cuando la dinastía Qing se fundó a mediados del siglo XVII, los conquistadores manchúes se apoderaron inmediatamente de las zonas de las salinas, a fin de cortar los suministros a sus enemigos y obtener los ingresos para sí mismos. Volvieron al sistema de diez zonas establecido en la dinastía Song que los Ming heredaron de los Yuan, y continuaron la alianza comercial-oficial. En el transcurso de la dinastía, incluso una administración vigorosa no pudo evitar la acumulación de problemas. Los ejércitos manchúes casi destruyeron la próspera ciudad sal de Yangzhou cuando ofreció resistencia. Aunque no tenía recursos naturales ni producción, la ciudad se recuperó rápidamente porque era la sede administrativa de sal más importante del país. La ciudad estaba estratégicamente ubicada en la orilla norte del río Yangzi, cerca del cruce con el Gran Canal, que transportaba sal y grano al norte. El comisionado de sal con sede en Yangzhou supervisó el distrito de Lianghuai, que envió sal a siete provincias: Jiangsu, Anhui, Henan, Jiangxi, Hunan, Hubei y Guizhou. Los derechos a la sal producidos a lo largo de la costa fueron controlados por unos 200 comerciantes de Yangzhou que fueron supervisados por el Comisionado pero operados en privado, haciéndolos más ricos y más poderosos que aquellos de otras regiones. Estos mercaderes se convirtieron en mecenas de la ópera, la literatura y la pintura, pero dependían del capricho imperial. Arroparon prudentemente al emperador Kangxi con elogios y obsequios cuando visitaba sus lujosos jardines y asistía a sus representaciones de ópera.
Los mercaderes del Sindicato de sal de Changlu en Tianjin eran un poco menos ricos e influyentes. Al igual que en Yangzhou, Tianjin tenía poca riqueza natural, pero usó su ubicación en el Gran Canal para convertirse en un centro de transbordo y desarrolló las cercanas salinas Changlu como fuente de capital.
Los superintendentes del gobierno de la sal también acumularon fortunas. Podían subestimar los ingresos fiscales y mantener la diferencia por sí mismos; podían aceptar tarifas de los solicitantes para la oficina; o, con la conciencia tranquila, simplemente aceptar regalos de los comerciantes de sal que estaban agradecidos por su ayuda. Un buen ejemplo es Cao Xueqin (1658-1711). Como sirviente personal y compañero de juegos de la infancia del emperador Kangxi, Cao se hizo tan rico e influyente que acompañó cuatro veces al emperador en sus giras por el sur. En 1705, como una señal de favor, el emperador ordenó a Cao, un consumado erudito, que compilara todos los shi (poemas líricos) que sobrevivieran de la dinastía Tang. Cao reunió y publicó el Quan Tangshi usando las ganancias de la Administración de la sal. Sin embargo, incluso un funcionario tan bien conectado estaba bajo el capricho del emperador. La familia Cao perdió el favor y la fortuna cuando un nuevo emperador subió al trono, una caída en desgracia reflejada en la novela nostálgica Sueño en el pabellón rojo.

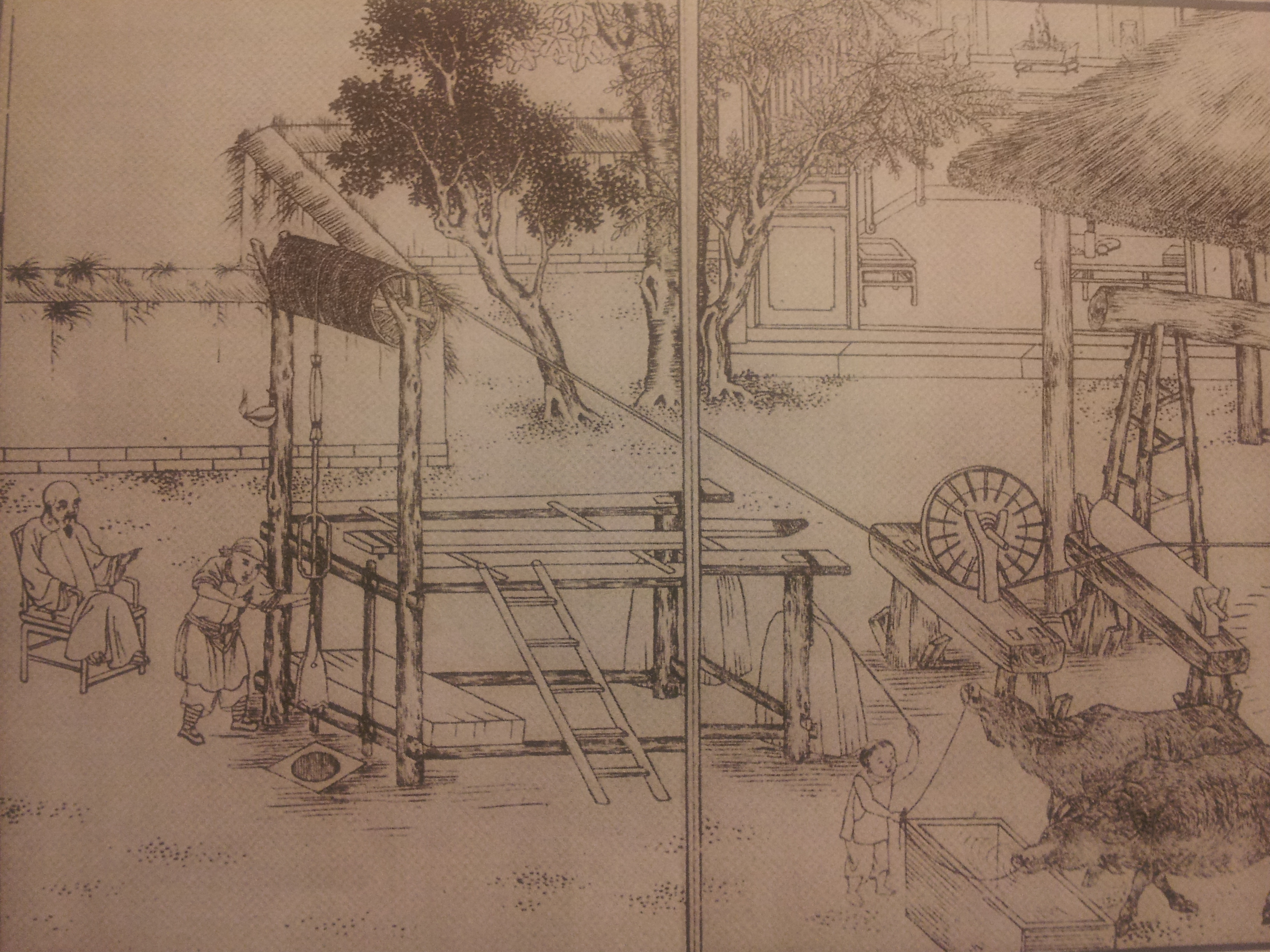
La perforación de un pozo en Ziliujing, Sichuan, siglo XIX

Los primeros emperadores Qing colocaron las decisiones de personal y la supervisión de la sal en manos del Departamento de la Casa Imperial. Como el Departamento estaba ubicado dentro de la Ciudad Prohibida, donde vivía el emperador, la mayor parte del año, el emperador y sus sirvientes personales podían controlar los ingresos directamente, mientras que gran parte del impuesto de la propiedad, la otra fuente principal de ingresos, se desviaba al nivel local o comprometido con otros gastos. En los últimos años de la era de Qianlong a finales del siglo XVIII, el Departamento de Hogares bajo el eunuco Heshen se volvió corrupto y laxo, llenando la administración salina con funcionarios codiciosos. Sin una supervisión competente y honesta, los comerciantes volvieron a especular sobre los certificados de sal y los funcionarios fueron incapaces de aumentar sus niveles de ingresos asignados. A principios del siglo XIX, las familias mercantes no podían entregar las cantidades masivas de sal que habían contratado, y aumentaban los precios para obtener ganancias constantes. El contrabando y la sal del mercado negro subieron para satisfacer la demanda y pronto superaron las ventas oficiales. Los ingresos del gobierno cayeron.

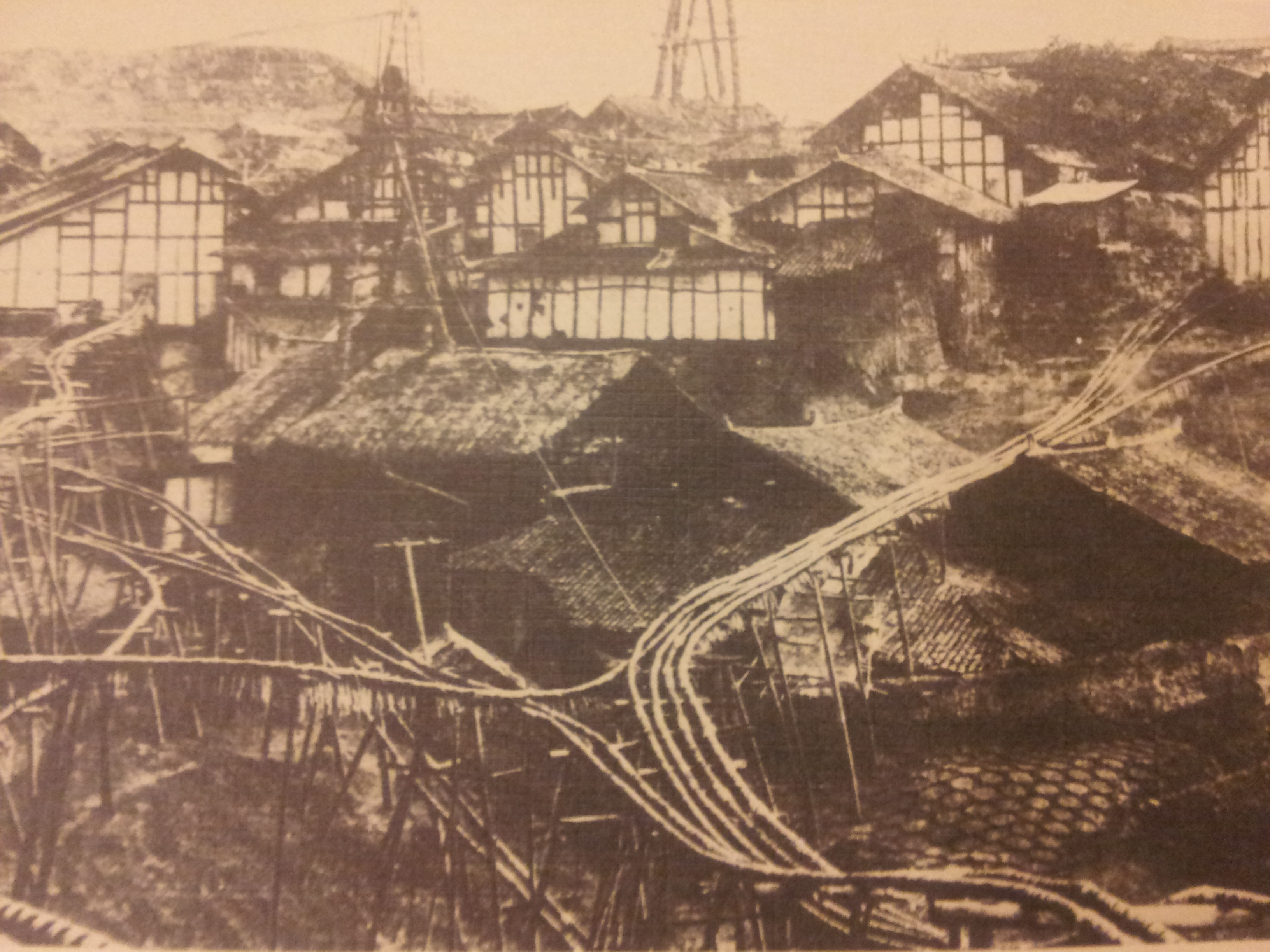
Ziliujing. Sichuan, Siglo XIX

Cuando el emperador Daoguang subió al trono en 1820, se alarmó por la salida que había de plata para pagar por el opio. En los años previos a la primera guerra del Opio, la reforma fiscal se convirtió en una cuestión emocional y fiscal. En 1832, el emperador designó al funcionario con mentalidad reformista Tao Zhu para dirigir la Administración de Sal Lianghuai. Tao inmediatamente finalizó el sistema de franquicias de Ming a favor de un mercado relativamente abierto. Ordenó que los comerciantes de buena reputación pudieran comprar certificados de sal por una cantidad grande o pequeña y que pudiera venderse donde el comerciante lo deseara. Los certificados mismos podían comprarse y venderse. En corto plazo, sin embargo, Tao no pudo cumplir sus promesas de entrega de sal y de ingresos, y se vio obligado a retirarse. El sistema había cambiado y la burocracia de la dinastía mostraba una mayor capacidad de adaptación de la que los críticos posteriores le dieron crédito.
A comienzos del siglo XX, no había tanto un sistema nacional como un venerable mosaico de producción, distribución e impuestos. Se estima que el comercio de la sal en una provincia, Hunan, involucró a unos 1.000 comerciantes, de seis a nueve mil chatarreros y cerca de 1.000 empleados y funcionarios estatales, incluida la policía. En la región más amplia de Lianghuai, en total, estaban empleadas unas 369,000 personas incluyendo 230,000 obreros en los campos de sal.

## SigloXX

### Inspección de Sal sino-extranjera y República de China, 1913-1949
Con la Revolución de Xinhai de 1911, el sistema imperial cayó, pero el viejo sistema de sal parcheada sobrevivió. En 1913, el presidente de la nueva y joven república, Yuan Shikai, negoció con bancos extranjeros una serie de Préstamos de Reorganización destinados a apuntalar al gobierno central en relación con las provincias. Los bancos extranjeros insistieron en que los préstamos debían reembolsarse con las fuentes más confiables de ingresos del gobierno, es decir, las aduanas marítimas, el impuesto territorial y el impuesto a la sal. Yuan acordó establecer una Administración Sino-Extranjera de Sal para monitorear la recaudación del impuesto a la sal y remitir las cantidades requeridas a los acreedores extranjeros.
La Administración Sino-Extranjera de Sal, que duró hasta 1949, se convirtió, en palabras de un historiador, en «un verdadero modelo de organización exitosa, bien institucionalizada y de alto prestigio que suscitó la lealtad y el compromiso de su personal chino y extranjero, incluso operando en un entorno extremadamente turbulento, a menudo hostil». Además, proporcionó en este período una serie de gobiernos centrales con su segunda fuente más importante de ingresos fiscales.
La Administración de Sal enfrentó desafíos continuos. De 1913 a 1918 fue dirigida por Richard Dane , ciudadano británico y administrador experimentado jubilado del Salt Excise en India, donde lo llamaban «el rey de la sal». Dane era, en palabras de un escritor, «un británico» de cliché colonial, «completo con un bigote tupido y un bastón, que podía haber provocado la oposición nacionalista». Sin embargo, el historiador Adshead considera que los chinos y los extranjeros en la Administración de Sal fueron «co-modernizadores». Describe a Dane entre las «figuras principales del imperialismo europeo en China», pero tomó su responsabilidad tan en serio, que se resistió tanto a los arrastres de las autoridades locales chinas como a los intentos de las potencias extranjeras de obtener más de lo que legalmente se requería. Dane reestructuró la burocracia y contrató funcionarios chinos y extranjeros enérgicos y competentes.
En contraste con el Servicio Imperial de Aduanas Marítimas, la Administración de Sal tenía unas pocas docenas de empleados extranjeros y más de 5000 chinos. No entró en el comercio interno de sal y la recaudación de impuestos; únicamente se ocupaba de recaudar sal para pagar los Préstamos de Reorganización y depositar el «excedente de sal», en bancos extranjeros para ser usados por cualquier gobierno chino que fuera reconocido por las potencias extranjeras. Pero después de 1922, los líderes provinciales chinos y los comandantes militares locales ya no permitieron que estos fondos abandonaran los territorios que controlaban; los ingresos por sal del gobierno central cayeron desastrosamente, aunque continuaron los pagos a los gobiernos extranjeros.
La Administración de Sal también fue útil para organizar y financiar unidades del ejército. Los ocho regimientos bajo el mando del general Li-jen Sun estuvieron entre las tropas chinas más efectivas durante la segunda guerra sino-japonesa. Cuando estos gobiernos extranjeros extendieron el reconocimiento diplomático al gobierno nacionalista de Chiang Kai-shek en 1928, utilizaron los ingresos del sal para recompensar el acuerdo del nuevo gobierno de continuar los pagos del préstamo contraídos por sus predecesores. En 1931, los impuestos a la sal proporcionaban casi un tercio de los ingresos en el presupuesto público del gobierno. Pronto apareció la competencia privada con la sal del gobierno. La industria Jiuda Salt, a partir de 1914, había construido una moderna fábrica de productos químicos y sal con siete plantas de producción en Tianjin. Finalmente, la compañía manipuló sus redes políticas de modo que en 1936 desafió el monopolio de sal para aprovechar su tecnología más eficiente, pero ni siquiera así consiguió una parte importante del mercado. Algunos comerciantes de sal, como el comerciante Zeng Junchen de Sichuan, ante los crecientes impuestos a la sal y el monopolio gubernamental, utilizaron su capital y conexiones oficiales para ingresar en el comercio del opio.
Al comienzo de la segunda guerra sino-japonesa en 1937, las tropas japonesas tomaron rápidamente las salinas en el norte de China. Pronto, más de la mitad de los ingresos provenientes de la sal no fueron recaudados, retenidos por los gobiernos locales necesitados o tomados por los japoneses. El gobierno nacionalista permitió de mala gana que la Administración de Sal, que legalmente era una agencia extranjera, mantuviera oficinas en Shanghái para evitar dar a los japoneses una excusa para establecer una administración títere. Los pagos a los bancos extranjeros se mantuvieron, pero a un gran costo. Después de 1941, el personal extranjero renunció en gran medida o se fue. Los contrabandistas lograron satisfacer gran parte de la demanda de sal en la China Libre, pero el gobierno perdió importantes ingresos. Como la tierra natal japonesa no producía suficiente sal para satisfacer las demandas de la producción industrial, los japoneses organizaron compañías especiales que al comienzo de la guerra exportaban más de 900,000 toneladas al año desde el norte de China y Manchuria.
El gobierno nacionalista intentó recaudar impuestos a la sal durante e inmediatamente después de la guerra, que provocó la resistencia de los productores locales de sal en pequeña escala en el norte de China. El Partido Comunista de China se afianzó en estas áreas cuando prometió apoyar la producción de sal contra los recolectores del gobierno.

### Sal, política y salud en la República Popular de China

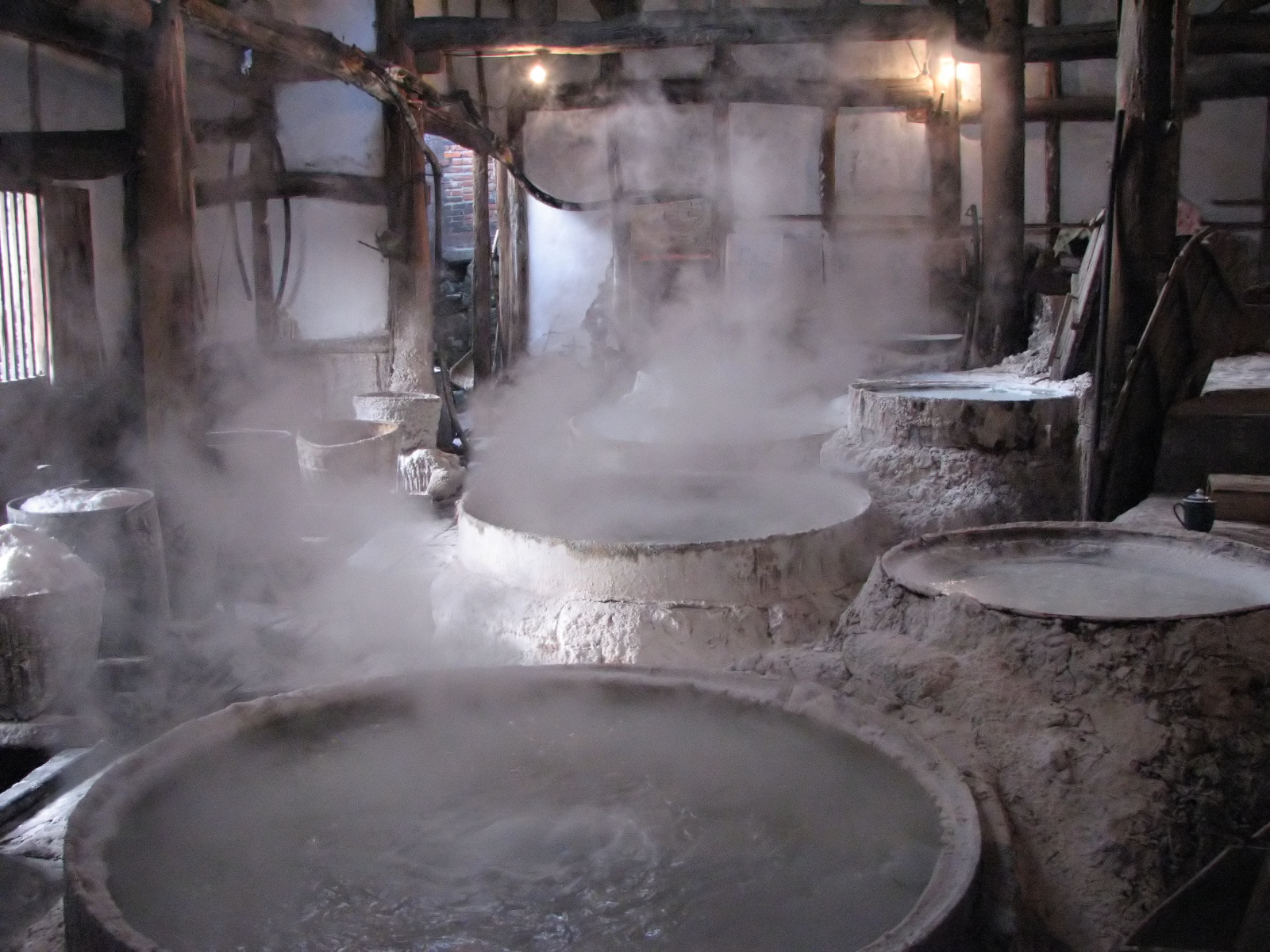
Evaporadores de sal industriales en Zigong

Con la fundación de la Corporación Nacional de la Industria de Sal de China en febrero de 1950, el nuevo gobierno restableció el monopolio de la producción de sal y, finalmente, dejó sin negocio a las compañías de sal antiguas. En la década de 1960, los métodos antiguos de producción de sal dieron paso a la producción a gran escala en fábricas estatales. El Museo Zigong Salt conserva un pozo para demostrar los métodos tradicionales,  en el 2011, la producción de sal de mesa de China fue la más grande del mundo. En el 2014, el gobierno chino anunció planes para finalizar el monopolio de la sal y los controles de precios del gobierno a partir de 2016.

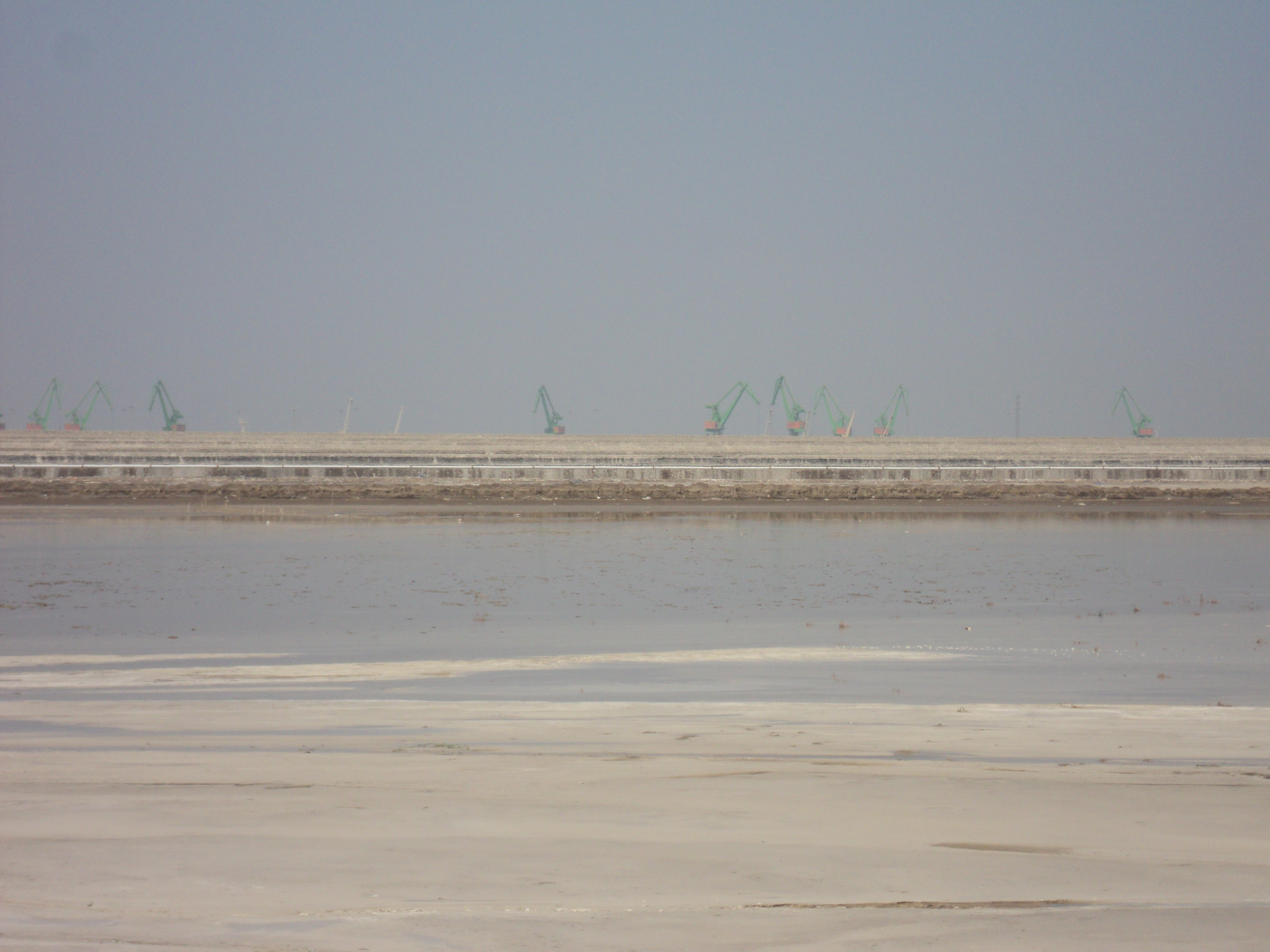
Salinas en Tianjin.

Como en otras partes del mundo, la sal se convirtió en un problema de salud pública. El gobierno tomó medidas para combatir el problema histórico de la deficiencia de yodo en las regiones occidental, meridional y oriental del país, que históricamente no recogieron su sal del agua del océano.  Para eliminar las fuentes de sal no yodada de los productores privados de sal, el gobierno chino estableció una policía con 25,000 oficiales especiales  para hacer cumplir el monopolio de la sal. El consumo de sal yodada alcanzó el 90% de la población china en el año 2000.

## Sal en la gastronomía china

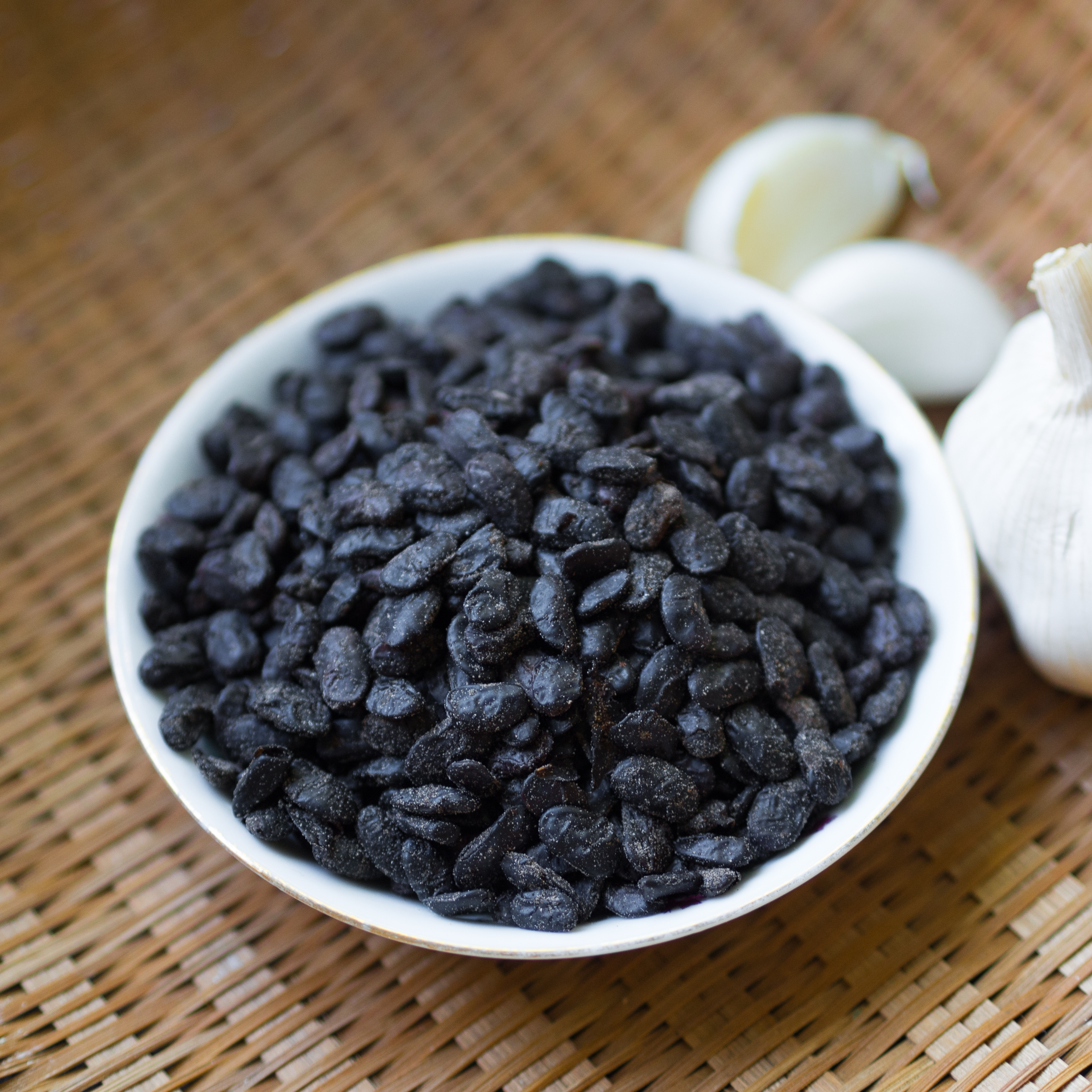
Un pequeño plato de douchi (chino: 豆豉)

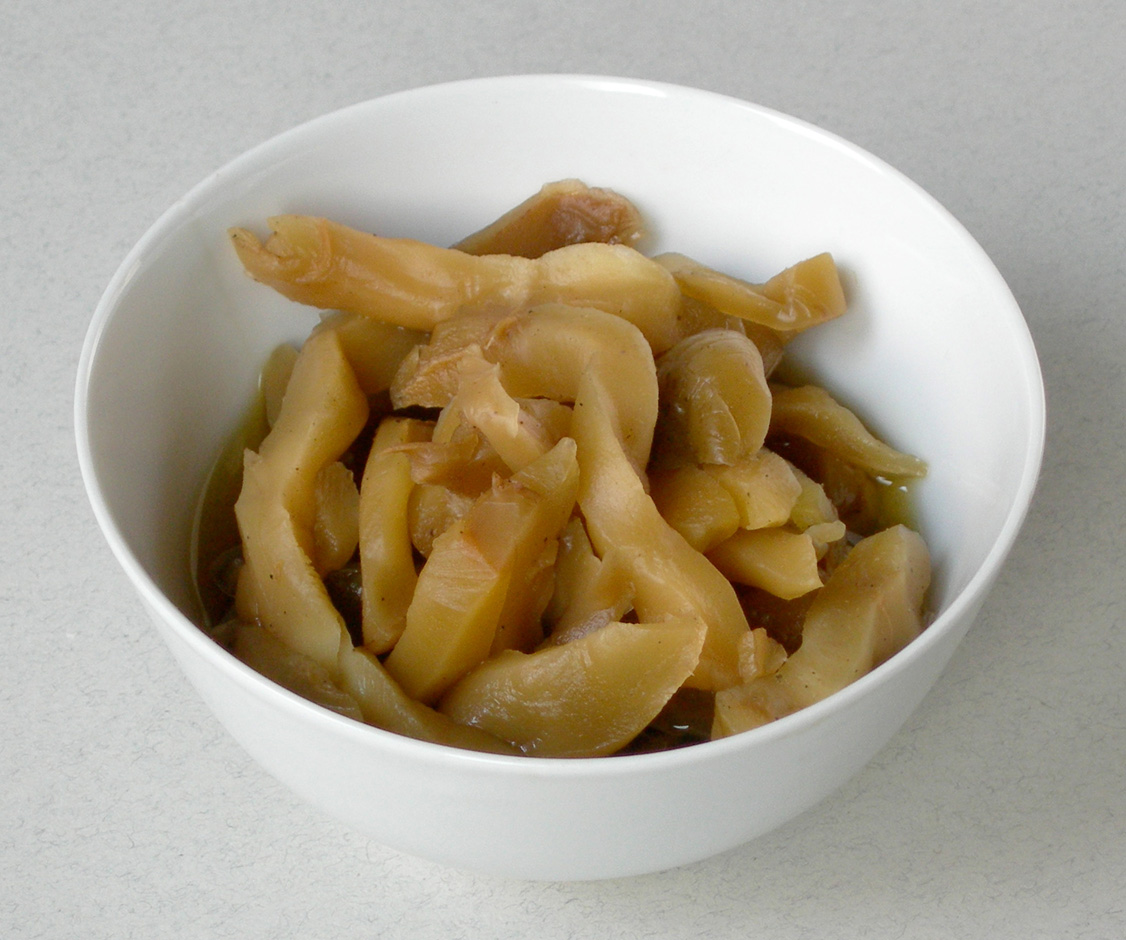
Un tazón con zha cai cortado.

«Salado» es uno de los cinco sabores de la herbología china y su gastronomía que los chinos consideran la base de una buena comida. Generalmente, la sal no se rocía en un plato en el último momento o en la mesa, como suele ser el caso en la cocina occidental, sino que es más a menudo componente de los ingredientes.
Los antiguos chinos descubrieron que la sal, inhibía las bacterias, era útil tanto para preservar los alimentos como para controlar la fermentación; sin sal, las levaduras y los azúcares producidos por la descomposición vegetal se pudrían y se convertían en alcohol. Desde los primeros tiempos, los encurtidos, las salsas y los platos especiales presentaban la sal como ingrediente principal. douchi, que se encontró en una tumba con fecha del 165 a. C., es salado y fermentado con soja, el alimento más antiguo elaborado con ese producto. La salsa de soja, producida cuando la fermentación de los granos es controlada por la sal en el momento justo, puede haberse originado en el deseo de hacer que el suministro de sal vaya más allá. Los encurtidos vegetales chinos pueden fermentarse o marinarse, el plato más famoso el Pao cai de repollo, o Zha cai (vegetales prensados), también conocido como Sichuan vegetal.
Las técnicas actuales de cocina china incluyen el uso de sal para conservar los huevos, como los huevos de pato salado; asar un pollo en una costra de sal o sirviendo pescado en una cama de sal. El índice de un libro de cocina chino autorizado enumera nueve recetas con "sal" en el título.
En los últimos años, los cocineros chinos se han preocupado por los riesgos para la salud del sodio. La autoridad alimentaria de Hong Kong, Pearl Kong Chen, advierte que los chinos tradicionalmente comían grandes cantidades de arroz común, sin salsa de soja ni sal, y pequeñas cantidades de carne o verduras sazonadas con sal o salsa de soja. En los últimos tiempos, la proporción de carne y verduras ha aumentado, junto con algas marinas, salsa de ostras y pescado y verduras saladas, lo que provoca un aumento insalubre del consumo de sodio.